# Muzeum romské kultury
Muzeum romské kultury (MRK) se nachází v brněnské čtvrti Zábrdovice v Bratislavské ulici (v místě, jemuž se říká Brněnský Bronx). Muzeum romské kultury bylo založeno v roce 1991 z iniciativy romských intelektuálů jako nevládní nezisková organizace, od roku 2005 je státní příspěvkovou organizací Ministerstva kultury ČR, kde spadá pod Odbor ochrany movitého kulturního dědictví, muzeí a galerií. V evropském kontextu jde o unikátní instituci[zdroj⁠?!], která globálně dokumentuje kulturu Romů a Sintů, respektive mnoha různých romských subetnických skupin a komunit. Sbírka muzea je zapsána v Centrální evidenci sbírek, obsahuje kolem 25 000 sbírkových předmětů, je členěna do 4 podsbírek a v rámci nich do 13 sbírkových fondů.

## Stálá expozice
Stálá expozice Příběh Romů přiblížuje návštěvníkům dějiny Romů od jejich předků ve starověké Indii přes příchod Romů do Evropy v 11. století až po události druhé světové války a současnost.
V expozici je možné vidět originální exponáty i věrné repliky, které doplňují působivé audiovizuální prvky a dioramata (modely v životní velikosti, které imitují skutečnou situaci). Kromě stálé expozice nabízí muzeum široké veřejnosti celou škálu krátkodobých výstav. 

## Pořádané akce
Muzeum nabízí veřejnosti také 1–2 krátkodobé výstavy, přednášky, besedy, filmové projekce, křty knih a hudebních nosičů, koncerty, módní přehlídky ze své sbírky historických oděvů, programy pro děti, literární čtení, kurzy romštiny, Mezinárodní den Romů, Muzejní noc či Týden romské kultury v Brně atd., čímž velmi přispívá k (sociální) integraci romské menšiny do majoritní společnosti či k hlubšímu povědomí o ní. Muzeum má velmi široce pojatou sociálně-edukační činnost, vedle programů pro školní skupiny doučuje též asi 60 dětí z přilehlé sociálně vyloučené lokality, nabízí pro ně volnočasové aktivity na půdě dětského muzejního klubu. Muzeu pomáhají desítky dobrovolníků, zejména z řad studentů brněnské Masarykovy univerzity.
Muzeum romské kultury pořádá trvale různé tematické výstavy, např. Romové v Československu (1992), Romové v Městě Brně (1996), Hledání domova (1999), Svět očima Romů (1997–2005), Příběh Romů (2011, stálá expozice), Mediální obraz Romů od 19. století do současnosti (2013), Cikánský mýtus (2014), Svět bez hranic. Romové a sport (2014), Poklad Romů (2016). V roce 2017 se jednalo o přechodnou fotografickou výstavu Nino Nihad Pušija Parno Gras a výstavu Bez nenávisti? HateFree?. Ve spolupráci s Moravskou galerií Muzeum romské kultury připravilo výstavu Vesmír je černý v Místodržitelském paláci. V roce 2018 muzeum připravilo výstavu Mire Sveti/Světy Andreje Pešty a Ceija Stojka. 

## Památníky romského holokaustu
V lednu 2018 Muzeum převzalo správu památníku v Hodoníně u Kunštátu a památníku v Letech u Písku.

## Centrum Romů a Sintů v Praze
V září 2020 bylo představeno nově vznikající specializované pracoviště muzea – Centrum Romů a Sintů v Praze. První centrum tohoto typu v hlavním městě se má stát prostorem pro vzdělávání a výstavní činnost a bude fungovat jako informační centrum i místo pro komunitní a společenské setkávání.

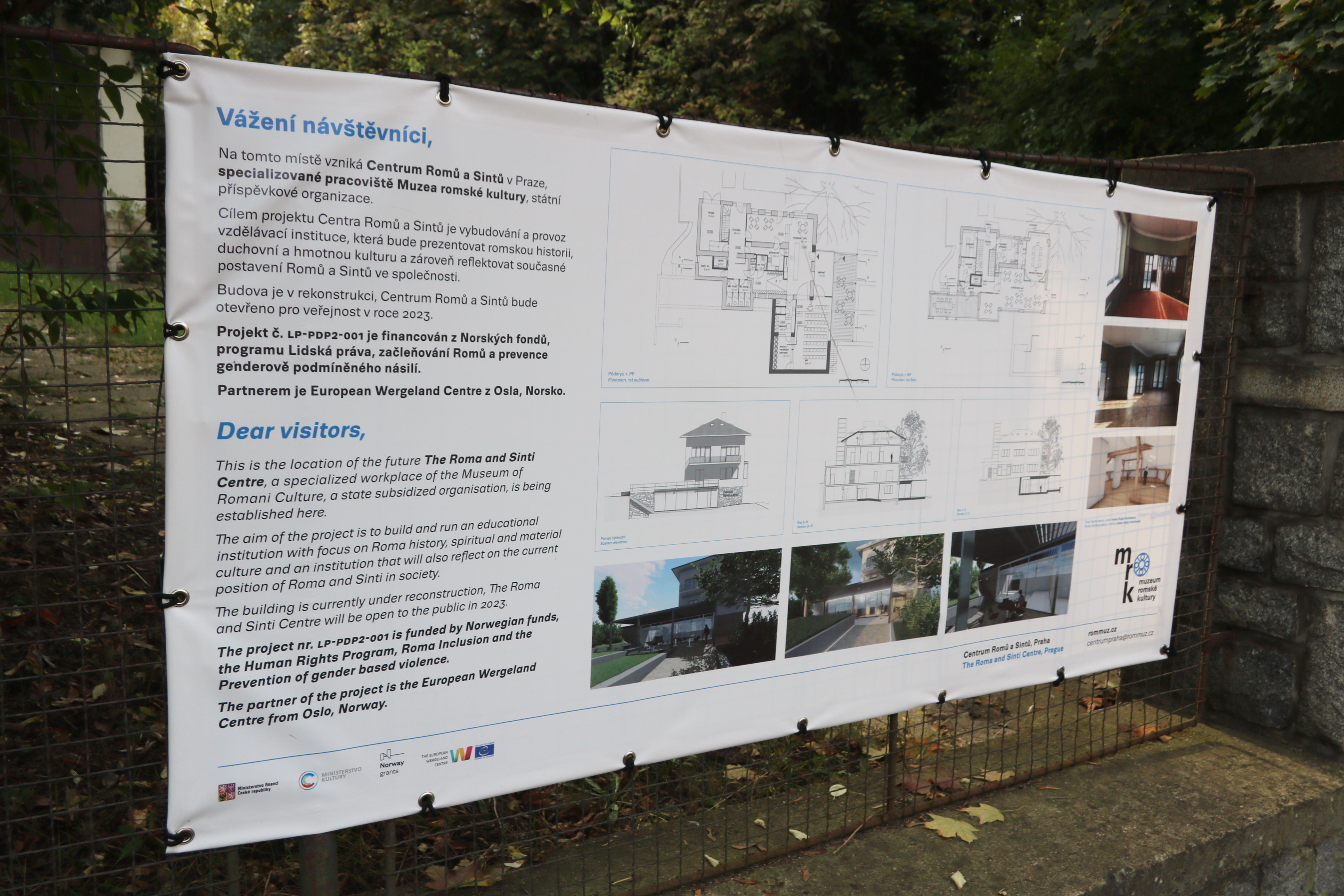
Informační tabule u budovy budoucího Centra Romů a Sintů v Praze

Vznikne v prvorepublikové vile v pražských Dejvicích na adrese Velvarská 1. Muzeum romské kultury je správcem budovy od roku 2019. Výstavný rodinný dům navrhli architekti Arnošt (Ernst) Mühlstein a Victor Fürpro v roce 1937 pro textilního podnikatele židovského původu Leo Františka Perutze. Budova bude zrekonstruována a účelně dostavěna, dokončení prací se předpokládá v roce 2022. Centrum má být otevřeno 1. března 2023.